# Saari, Vindala
Saari är en ö i Finland. Den ligger i sjön Sääksjärvi och i kommunen Vindala i den ekonomiska regionen  Järviseutu ekonomiska region  och landskapet Södra Österbotten, i den centrala delen av landet, 300 km norr om huvudstaden Helsingfors. Öns area är 0,2 hektar och dess största längd är 70 meter i nord-sydlig riktning.